# Garett Maggart
Garett Maggart (* 24. Mai 1969 in Darien, Connecticut) ist ein US-amerikanischer Schauspieler.

## Leben
Maggart ist Sohn des Schauspielers Brandon Maggart und Halbbruder der Sängerinnen Fiona Apple und Maude Maggart.

## Filmografie
- 1982: Garp und wie er die Welt sah
- 1984: Brothers
- 1995: Live from the House of Blues
- 1995: Frasier
- 1996–1999: Der Sentinel – Im Auge des Jägers
- 2002: Emergency Room – Die Notaufnahme
- 2002: Demon Under Glass
- 2004: Zeit der Sehnsucht
- 2007: Von Frau zu Frau
- 2008: CSI: Miami